# Luciana Braga
Luciana Braga Ribeiro Ramos (Rio de Janeiro, 16 de dezembro de 1962) é uma atriz brasileira. Ficou conhecida a partir da década de 1990 quando interpretou Imaculada na novela Tieta (1989), Sandra na novela Renascer (1993) e Isabel na novela Éramos Seis (1994).
Por seu papel em Tieta, recebeu o Troféu Imprensa de revelação do ano em 1989.

## Carreira
Estreou na televisão em 1986, na novela Sinhá Moça.
Também atuou na Rede Manchete nas novelas Helena e Olho por Olho.
Em 1989 participou da novela Tieta, interpretando Maria Imaculada, uma das rolinhas do Coronel. Posteriormente participou de outras novelas como Meu Bem, Meu Mal e Renascer.
Em 2008 interpretou a vilã Denise na novela Negócio da China.
Em maio de 2009 assinou contrato com a Record. Na emissora ela fez novelas como
Poder Paralelo, Vidas em Jogo, Pecado Mortal, Vitória e A Terra Prometida. Em 2018 a atriz entra para o elenco fixo de Detetives do Prédio Azul, vivendo a vilã principal da décima temporada.
Em 2020 interpretou Zulmira, rival da personagem Isabel na novela Éramos Seis. Curiosamente, na versão de 1994, Isabel foi interpretada por Luciana.
Luciana vem investindo na diversidade também em sua carreira teatral. Depois de um começo promissor na montagem do Grupo Tapa para O Tempo e os Conways, de J.B. Priestley, participou de projetos desafiadores, como Casamento Branco, ousada versão de Sergio Britto para o texto de Tadeus Rosevits, Vestido de Noiva, espetáculo de Luiz Arthur Nunes para o original de Nelson Rodrigues, Cartas Portuguesas, de Mariana Alco-forado,  na polêmica transposição  de Bia  Lessa, Pérola, última das peças memorialistas de Mauro Rasi, e Farsa, junção de textos, também a  cargo de Nunes, de Miguel de Cervantes, Anton Tchekhov, Molière  e Martins Pena.

## Vida pessoal
Luciana foi casada com o iluminador Maneco Quinderé no período entre 1993 e 2017 e têm duas filhas, Isabel e Laura.

## Filmografia

### Televisão
| Ano       | Título                      | Papel                         | Notas                                             | Emissora      |
| --------- | --------------------------- | ----------------------------- | ------------------------------------------------- | ------------- |
| 1986      | Sinhá Moça                  | Juliana                       |                                                   | Rede Globo    |
| 1987      | Helena                      | Helena                        |                                                   | Rede Manchete |
| 1988      | Olho por Olho               | Lana                          |                                                   | Rede Manchete |
| 1989      | Tieta                       | Maria Imaculada               |                                                   | Rede Globo    |
| 1990      | Meu Bem, Meu Mal            | Dirce Aparecida Alves         |                                                   | Rede Globo    |
| 1992      | Pedra sobre Pedra           | Eliane                        | Fase 1                                            | Rede Globo    |
| 1993      | Renascer                    | Sandra Gouveia Martinez       |                                                   | Rede Globo    |
| 1994      | Éramos Seis                 | Maria Isabel Abílio de Lemos  |                                                   | SBT           |
| 1994      | As Pupilas do Senhor Reitor | Clara                         |                                                   | SBT           |
| 1998      | Você Decide                 | Clarice                       | Episódio: "Um Lar Para Clarice"                   | Rede Globo    |
| 2002      | Esperança                   | Adelaide                      |                                                   | Rede Globo    |
| 2006      | Bang Bang                   | Viúva Clark                   | Episódios: "13 de março–17 de abril"              | Rede Globo    |
| 2006      | O Profeta                   | Sofia de Abranches Leite      |                                                   | Rede Globo    |
| 2008      | Casos e Acasos              | Denise                        | Episódio: "O Triângulo, a Tia Raquel e o Pedido"  | Rede Globo    |
| 2008      | Casos e Acasos              | Mãe de Val                    | Episódio: "O Concurso, o Vestido e a Paternidade" | Rede Globo    |
| 2008      | Negócio da China            | Denise Dumas                  |                                                   | Rede Globo    |
| 2009      | Poder Paralelo              | Laila Karin                   |                                                   | RecordTV      |
| 2011      | Vidas em Jogo               | Fátima Silveira Magalhães     |                                                   | RecordTV      |
| 2013      | Pecado Mortal               | Rosa                          |                                                   | RecordTV      |
| 2014      | Vitória                     | Matilde Nogueira Gorgulho     |                                                   | RecordTV      |
| 2015      | Conselho Tutelar            | Galega                        |                                                   | RecordTV      |
| 2016      | A Terra Prometida           | Yana                          |                                                   | RecordTV      |
| 2018      | Detetives do Prédio Azul    | Margareth Zorga (Bruxa Marga) | Temporada 10                                      | Gloob         |
| 2020      | Éramos Seis                 | Zulmira de Souza              | Episódios: "14 de fevereiro–14 de março"          | Rede Globo    |
| 2022-2023 | De Volta aos 15             | Vânia Rocha                   | Elenco Recorrente (Temporadas 1 e 2)              | Netflix       |

### Filmes
| Ano  | Título                              | Papel            | Notas        |
| ---- | ----------------------------------- | ---------------- | ------------ |
| 1998 | Policarpo Quaresma, Herói do Brasil | Ismênia          |              |
| 2002 | Poeta de Sete Faces                 |                  | Documentário |
| 2003 | Rua 6, Sem Número                   | Lenira           |              |
| 2003 | Dom                                 | Daniela          |              |
| 2018 | O Paciente – O Caso Tancredo Neves  | Inês Maria Neves | [ 7 ]        |
| 2021 | Lulli                               | Miriam Flores    |              |

## Teatro[8]
- O Tempo e os Conways (1986)
- Cartas Portuguesas (1991)
- Vestido de Noiva (1993)
- A Mulher sem Pecado (2000)
- Desejos, Basófias e Quedas (2001)
- O Pequeno Eyolf (2004)
- Farsa (2007)
- Além do Arco-íris (2009)
- Judy, o arco-íris é aqui (2022)

## Prêmios e indicações
| Ano  | Prêmio                           | Categoria                   | Trabalho                  | Resultado |
| ---- | -------------------------------- | --------------------------- | ------------------------- | --------- |
| 1989 | Troféu Imprensa                  | Revelação do Ano            | Tieta                     | Venceu    |
| 2022 | Prêmio Cesgranrio de Teatro      | Melhor Atriz em Musical     | Judy — O Arco-Íris É Aqui | Pendente  |
| 2022 | Prêmio Destaques Musical.Rio     | Melhor Atriz                | Judy — O Arco-Íris É Aqui | Indicada  |
| 2023 | Prêmio APTR                      | Atriz em Papel Protagonista | Judy — O Arco-Íris É Aqui | Indicada  |
| 2023 | Prêmio Bibi Ferreira             | Melhor Atriz em Musicais    | Judy — O Arco-Íris É Aqui | Indicada  |
| 2023 | Prêmio Destaque Imprensa Digital | Melhor Atriz                | Judy — O Arco-Íris É Aqui | Pendente  |
| 2023 | Prêmio Fita de Teatro            | Melhor Atriz                | Judy — O Arco-Íris É Aqui | Venceu    |